# 성교 체위

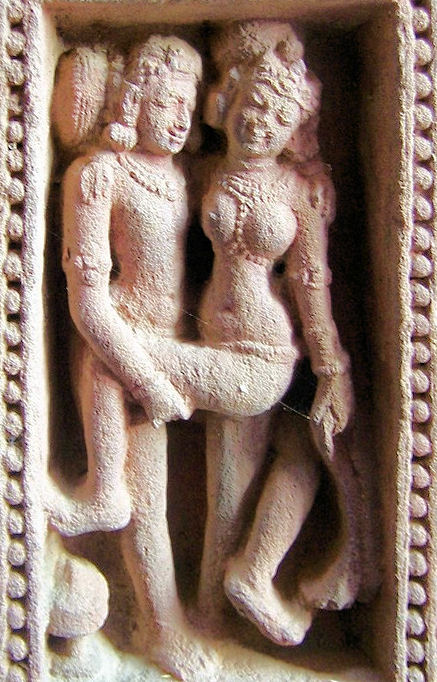
인도 오디샤 주 묵테스와르 사원에서의 성적 포즈를 보여주는 조각품

성교 체위(性交體位), 또는 체위(體位)는 인간이 성교나 여타 성행위를 하는 자세이다.
일반 동물은 짝짓기 할 때의 자세가 일정하지만 인간은 남녀가 성교를 할 때 여러 체위가 상황에 따라 구별되고 때에 따라서 변경되기도 한다. 1회 성교 중에 여러 체위를 행하는 것도 드물지 않다.
성교는 보통 남성의 음경을 여성의 질에 삽입하는 것을 이르지만, 동성 혹은 이성간에 행해지는 항문성교나 남녀가 성기 결합을 하기 전 흔히 행해지는 커닐링구스 같은 구강성교도 성교의 범주에 포함될 수 있으며, 이에 따라 다
양한  체위가 시도될 수 있다. 또한 몇 사람의 남녀가 그 집단 속에서 상대를 가리지 않고 성교를 행하는 그룹 섹스도 성교의 범주에 포함될 수 있으며, 이에 따라 다양한 체위가 시도될 수 있다.

## 목록
일반적으로 인간에게 있어서는 정상위 · 기승위 · 후배위 등을 가장 인기있는 체위로 볼 수 있다.
- 정상위 및 이와 유사한 체위 : 남녀가 신체의 앞을 맞추는 체위. 서로의 신체의 밀착감이 강하다.
- 후배위 및 이와 유사한 체위 : 여성의 등 측에서 남성이 신체의 앞을 맞추는 방향에서 하는 체위. 깊은 삽입과 동물적 흥분을 얻을 수 있다.

한국 혹은 일본의 드라마나 영화에 등장하는 정사 장면에서는 이불을 뒤집어 쓴 정상위가 많지만, 미국의 영화에서는 여성이 남성의 위에 걸쳐앉은 기승위가 많다. 성인 비디오에서는 더 나아가 색다른 것을 보여주기 위해 갖가지 다양한 체위를 보여준다. 하지만 시각적으로 흥분을 느끼는 체위가 반드시 실제로 쾌감을 얻을 수 있는 체위인 것은 아니다.

### 정상위

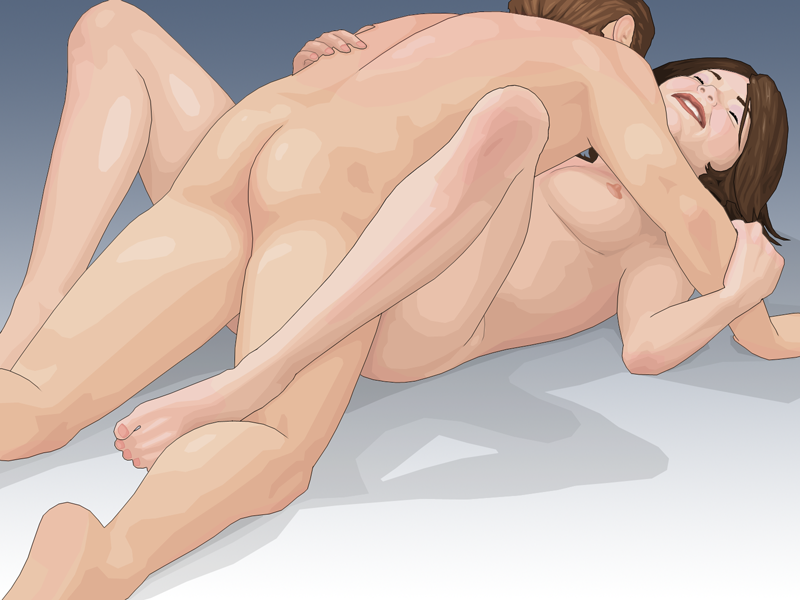
정상위

가장 널리 쓰이는 체위이다. 여성이 아래에 누워 다리를 벌리고 남성이 위에서 덮는 자세로 여성의 성기에 자신의 성기를 삽입한다. 그리고 피스톤 운동을 한다. 두 사람이 정면으로 마주 보는 자세에서 행해지는 체위 중 가장 일반적으로 행해지는 체위이다. 성기 결합 부분의 밀착으로 인한 삽입감과 전신의 접촉감을 얻을 수 있다.

### 기승위

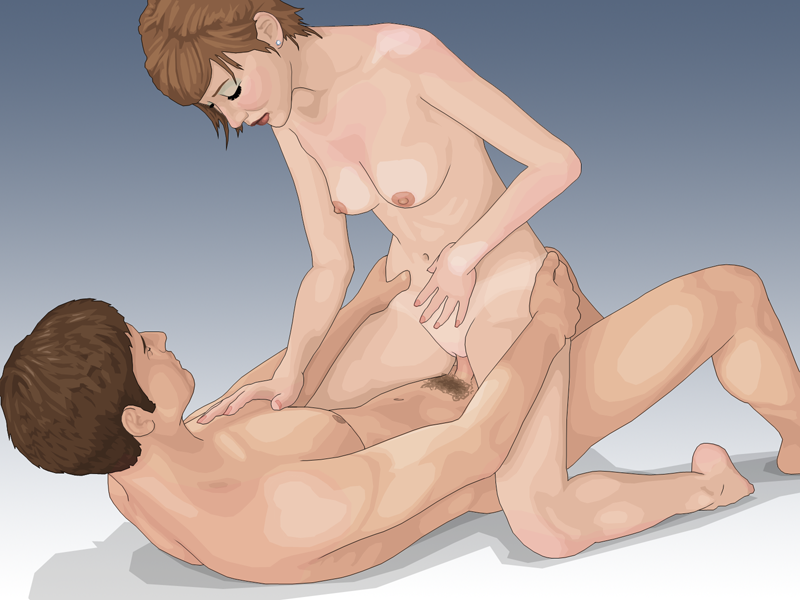
기승위

역상위, 여성상위, 카우걸이라고도 불린다. 남성이 누워있고 여성이 누워있는 남성의 위에 앉아서 남성의 성기를 직접 삽입하여 성교를 하는 체위이다. 일반적으로 입을 맞추거나 쓰다듬기 그리고 끌어안기 등과 병행된다. 이 경우 여성이 많은 부분을 주도하여 진행하며, 여성이 오르가즘을 느낄 수 있는 정도를 조절할 수 있는 장점이 있다.  이 체위는 옆에서 보면 ㅗ자 모양으로, 아래에 남성이, 위에 여성이 앉아 직접 몸을 위아래로 움직인다. 정상위와 전좌위에서 변형가능한 체위이다. 일부 종교적인 성향의 국가에선 금기시 되는 체위이다.

### 후배위

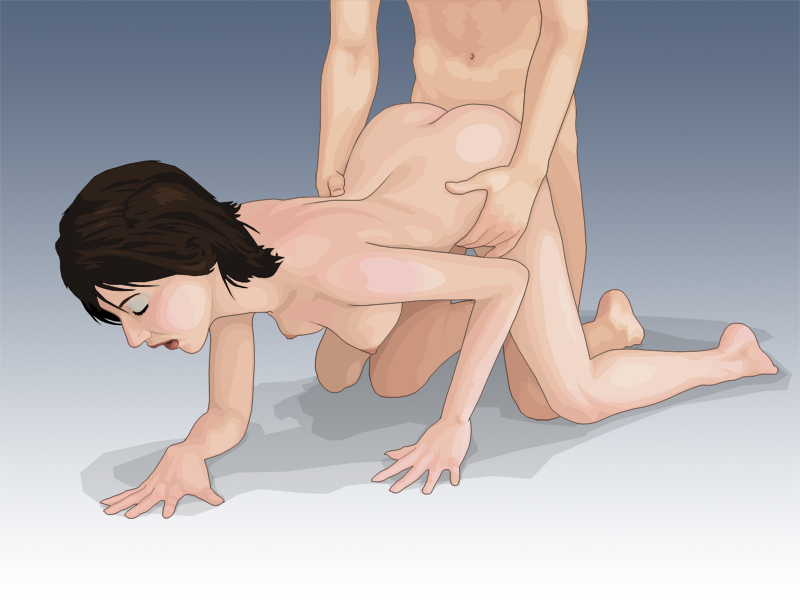
후배위

동물이 교미할 때 사용하는 체위와 흡사하다. 여성은 엎드려서 두 팔과 두 다리로 몸을 지탱하고, 남성은 여성의 배후에서 무릎을 꿇고 성기를 삽입하여 피스톤 운동을 한다. 이 체위는 남성이 자위를 할때 느끼는 느낌과 비슷하며 여성의 엉덩이를 잡고 남자는 앞뒤로 움직이며 관리하다가 음경에 자극이 가기 시작하면 가슴 애무를 시작하면 여성도 성적으로 매우 흥분하게 되어 정액이 더더욱 잘 나오게 된다. 대신 다리에 힘이 풀리면 안된다.

### 측위

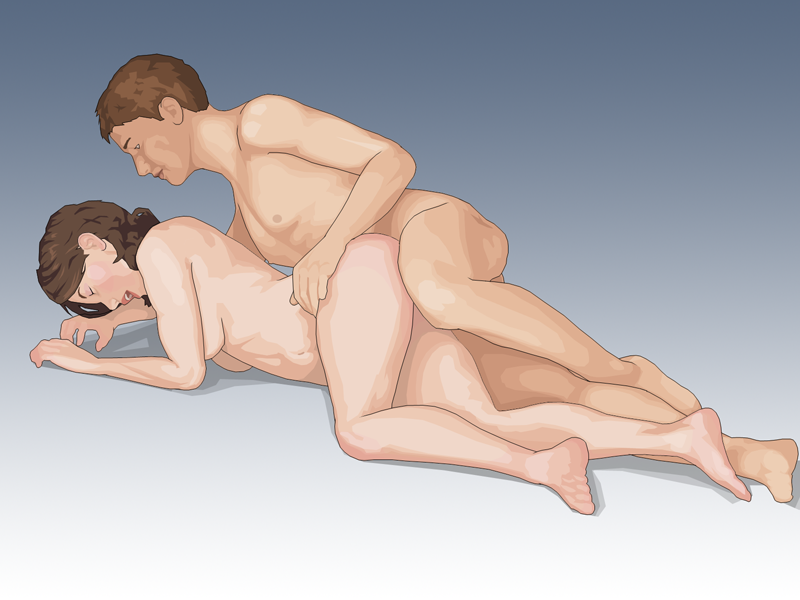
측위

정상위, 후배위의 변형. 하지만 후배위의 변형에 가깝다. 남녀가 옆으로 같은 방향으로 누운 상태에서 남성이 뒤에서 자신의 성기를 여성 성기에 삽입하는 체위이다. 깊은 삽입은 어렵지만, 남성의 허리에 부담이 적고 임신중 성교 체위에 유용하다.

### 굴곡위

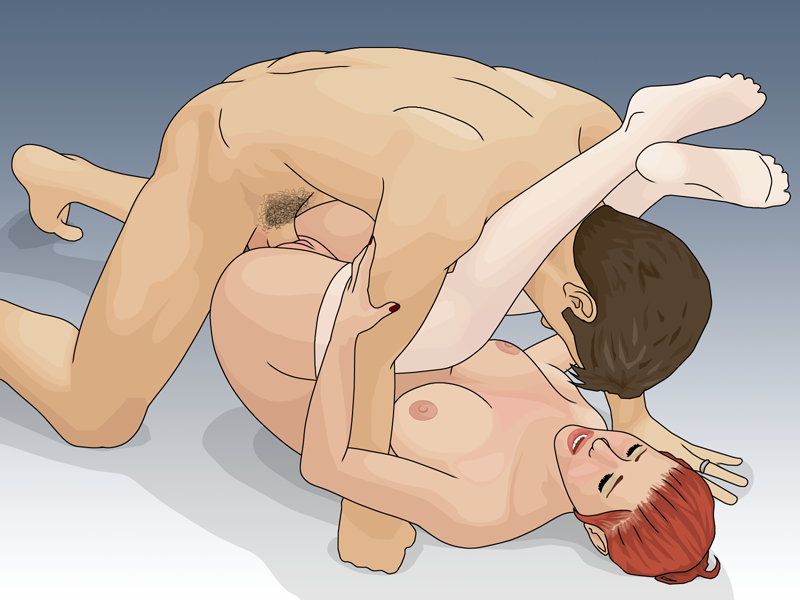
굴곡위

정상위의 변형. 새우처럼 또는 폴더형처럼 몸을 굴곡시킨 여성의 위에서 남성이 체중을 걸면서 성기 결합을 하는 체위이다. 여성과의 결합 부분은 남성의 체중이 많이 전달되기 때문에 깊은 삽입이 가능하다.

### 신장위
정상위의 변형. 여성이 아래에서 반듯하게 누워 양 다리를 닫듯이 뻗고 남성이 위에서 양 다리를 여성의 닫혀진 양 다리의 좌우에 두고 성기 결합을 한다. 이 체위에서는 여성의 다리가 닫혀 있기 때문에 깊은 삽입은 되지 않는다.게다가, 음경과 질 사이에서 깊은 마찰이 생겨 쾌감을 얻을 수 있다. 또한 여성에게 별로 부담이 걸리지 않기 때문에 임신 시 체위에 적합하다. 반면 남성은 여성의 복부에 압박을 회피하고 태아에 영향이 생기지 않도록 주의해야 한다.또한 정액이 평소보다 많이 나와 콘돔도 역부족이니 주의해야 한다.
그리고 신장위후에는 질을닦아야한다

### 교차위

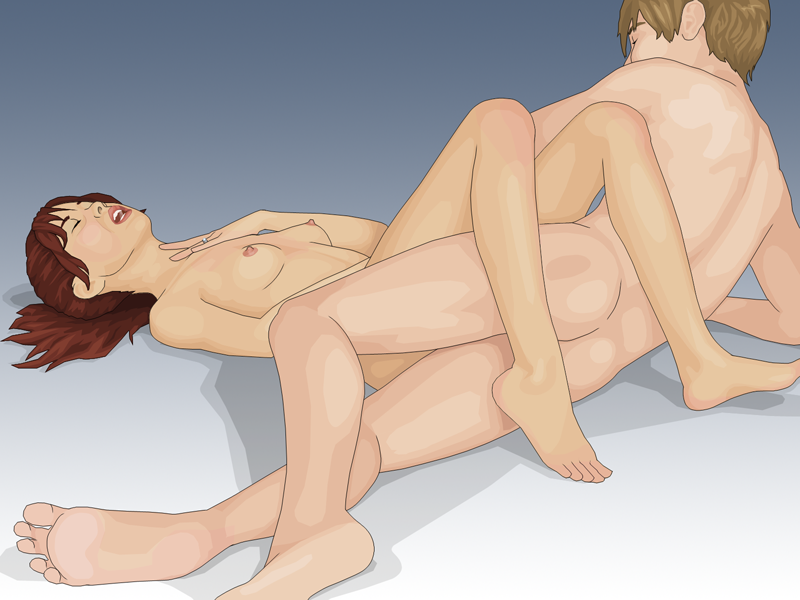
교차위

남성과 여성이 서로 몸을 교차시켜, 서로의 다리 사이를 밀착시켜 서로의 성기를 결합시키거나 밀착시킨다. 남성과 여성이 교차위 체위를 할 경우, 질의 방향과 음경의 방향이 벗어난 결합이기 때문에 질벽의 마찰이 강하다. 단, 남성의 음경이 뒤로 젖혀 무리한 힘이 가해지기 때문에 주의할 필요가 있다.

### 좌위

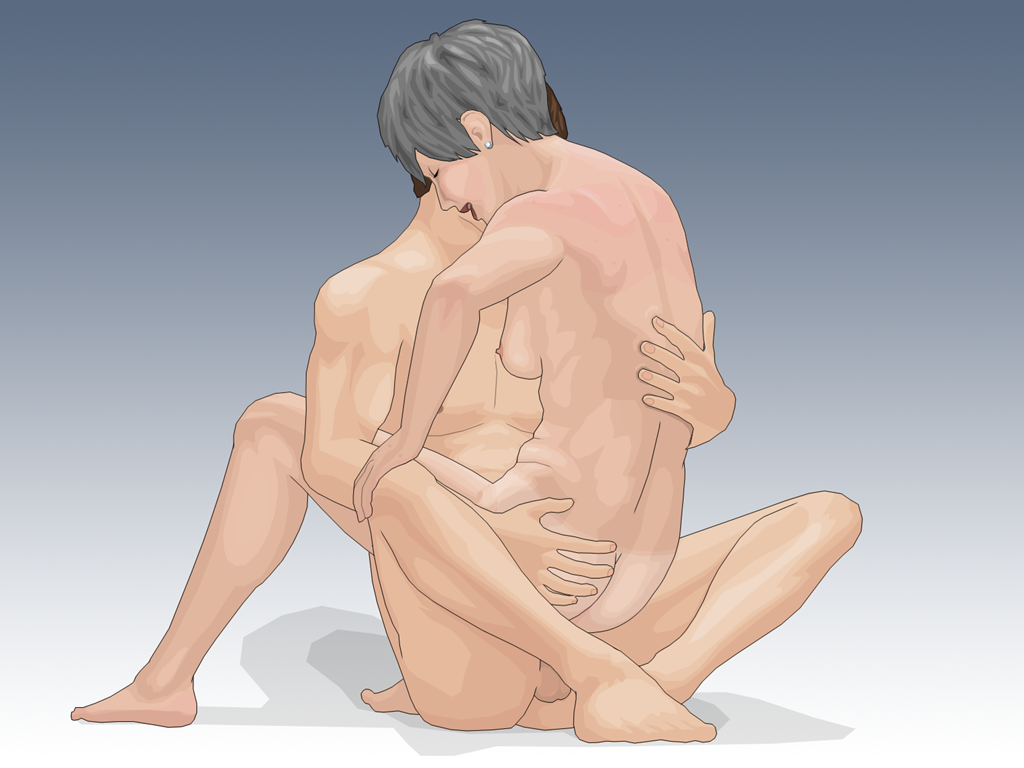
좌위

남녀가 앉은 자세로 성기 결합을 하는 체위이다.  이 체위는 다시 대면좌위와 후면좌위의 2종류로 나뉜다.

### 입위

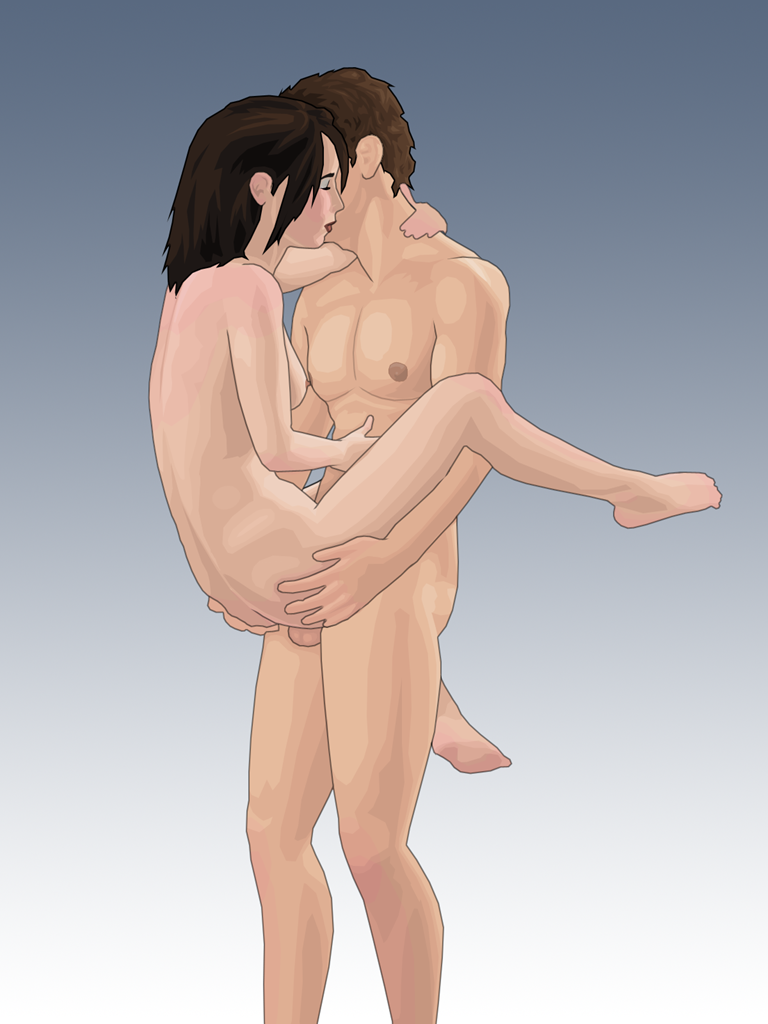
입위

남녀가 선 자세로 성기 결합을 하는 체위이다. 이 체위는 다시 남녀가 마주하는 대면입위와 후면입위의 2종류로 나뉜다.

### 구강성교 체위
일반적으로는 애무를 통해 차분하게 여성의 성감을 높이고, 그 후 정중한 전희로 강하게 여성의 성감을 높인 후에 성교를 행하게 되는데, 이 전희 과정에서 흔히 행해지는 것이 여성의 성기를 남성의 구강으로 애무하는 커닐링구스이다. 커닐링구스는 여성의 질 수축을 활발하게 해서 임신 가능성을 훨씬 높이는 것으로도 알려져 있다. 커닐링구스는 일반적으로 인간의 성행위의 범주에 포함되지만, 경우에 따라 성교의 범주에 포함시키는 경우도 있으며 이에 따라 다양한 체위가 시도될 수 있다.

## 같이 보기
- 성교
- 항문 성교
- 비삽입성교
- 구강성교
- 69체위
- 그룹 섹스
- 사정
- 오르가슴
- 전희
- 후희
- 애무